# Список національних історичних місць Канади в Оттаві
Нижче наведений список національних історичних місць (англ. National Historic Sites, фр. Lieux historiques nationaux) у столиці Канади Оттаві, провінція Онтаріо. В Оттаві є 26 національних історичних об'єктів, з яких два (Будинок Лор'є та канал Рідо) перебувають під управлінням парків Канади (позначені нижче значком бобра). Каналові Рідо, який тягнеться до озера Онтаріо в Кінґстоні, був наданий цей статус у 1925 році, він став першим місцем з цим статусом в Оттаві.
Є шість інших національних історичних об'єктів, розташованих у межах національного столичного регіону, але поза межами міста Оттави: колишня пошта Альмонте та вовняна фабрика Розамонд в Альмонте, Ґілліс-Ґров і будинок в Арнпріорі, Мануар Папіно в Монтебелло, готель Symmes у кварталі Ейлмер у Ґатіно та Перша геодезична розвідувальна станція в Челсі.
Численні національні історичні події також трапилися в Оттаві і ідентифіковані в місцях, пов'язаних з ними, такою самою за стилем федеральною табличкою, яка позначає національні історичні місця. Подібним чином у всьому місті вшанована пам'ять кількох національних історичних осіб. Маркери не вказують, яка категорія відзначення — місце, подія чи особа — була присвоєна суб'єкту. Інші 274 національні історичні місця, розташовані в Онтаріо, але поза столичним регіоном (а також поза Гамільтоном, Кінґстоном, районом Ніагари та Торонто, які мають свої списки), внесені до загального списку національних історичних місць Онтаріо.
У цьому списку використовуються назви, визначені Національною радою історичних місць і пам'яток, які можуть відрізнятися від назв цих місць, наведених в інших джерелах.

## Національні історичні місця
| Об'єкт                                                | Дата/дати | Визнаний | Місце                                                                                   | Опис | Зображення                                                                                                 |
| ----------------------------------------------------- | --- | -------- | --------------------------------------------------------------------------------------- | --- | --- |
| Абердинський павільйон                                | 1898 (завершений)                                                                                             | 1983     | Оттава 45°24′0.15″ пн. ш. 75°40′58.16″ зх. д. / 45.4000417° пн. ш. 75.6828222° зх. д.   | Єдина в Канаді масштабна виставкова споруда, що залишилась від 19 ст. та найстаріша арена, на якій розігрувався Кубок Стенлі | Image of the Aberdeen Pavilion during the Ottawa Exhibition in 2004                                        |
| Кладовище Бічвуд                                      | 1873 (влаштоване)                                                                                             | 2000     | Оттава 45°26′49″ пн. ш. 75°39′36″ зх. д. / 45.4469° пн. ш. 75.6599° зх. д.              | Винятковий зразок цвинтаря 19-го ст., що включає мавзолеї, памятники і знаки виняткової історичної вартості для Канади Онтаріо і Оттави; цвинтар був оголошений національним історичним об'єктом у 2009 році, служив центральним військовим меморіалом від 1944 та національним цвинтарем Кінної поліції від 2004                                                                                     | A stone Celtic cross in Beechwood Cemetery                                                                 |
| Будинок Біллінґса                                     | 1829 (споруджений)                                                                                            | 1968     | Оттава 45°23′23″ пн. ш. 75°40′20″ зх. д. / 45.389832° пн. ш. 75.672235° зх. д.          | Один з найдавніших будинків Оттави, маєток в Георгіанському стилі, збудований першопоселенцем містечка Ґлостер Браґішем Біллінґсом, навколо якого утворився квартал Оттави Біллінґс-Бридж | Exterior view of the Billings House                                                                        |
| Центральна Палата                                     | 1891 (завершена)                                                                                              | 1990     | Оттава 45°25′23.65″ пн. ш. 75°41′42.95″ зх. д. / 45.4232361° пн. ш. 75.6952639° зх. д.  | Помітний приклад комерційної споруди в стилі королеви Анни на фоні престижної площі Конфедерації | Exterior view of the front facade of the Central Chambers building                                         |
| Центральна дослідна ферма                             | 1886 (заснована)                                                                                              | 1997     | Оттава 45°22′57″ пн. ш. 75°42′49″ зх. д. / 45.382537° пн. ш. 75.713654° зх. д.          | Рідкісний зразок фермерського господарства в межах міста, дослідні поля з великим науковим внеском до сільського господарства Канади | Exterior view of the agricultural museum at the Central Experimental Farm                                  |
| Шато-Лор'є                                            | 1912 (завершення першого крила)                                                                               | 1980     | Оттава 45°25′32.04″ пн. ш. 75°41′42.39″ зх. д. / 45.4255667° пн. ш. 75.6951083° зх. д.  | Один зі знакових канадських залізничних готелів, збудований у специфічному канадському стилі «шато», жартівливо званий «третьою палатою парламенту» через його близькість до Парламенського пагорба | Exterior view of the west facade of the Château Laurier                                                    |
| Площа Конфедерації                                    | 1939 (влаштована)                                                                                             | 1984     | Оттава 45°25′26.72″ пн. ш. 75°41′43.8″ зх. д. / 45.4240889° пн. ш. 75.695500° зх. д.    | Друге за важливістю серед урочистих місць в Оттаві після Парламентського пагорба з Національним воєнним меморіалом Канади в його центрі та Меморіалом доблесних на узбіччі, також обрамлене спорудами Шато Лор'є, будівлею Державних Зборів, Національним мистецьким центром, Головною Палатою та Шотландсько-онтарійською палатою, Центральним поштовим офісом, кварталом Ланжевен та Східним Блоком | View of Confederation Square from the northeast                                                            |
| Будинок Коннахт                                       | 1916 (завершений)                                                                                             | 1990     | Оттава 45°25′36″ пн. ш. 75°41′41″ зх. д. / 45.426562° пн. ш. 75.694669° зх. д.          | Живе свідчення старань Вілфреда Лор'є покращити архітектурне обличчя канадської столиці, одне з кращих творінь Девіда Юерта, головного архітектора Домініону в 1896-1914 рр. | Northwest corner of the Connaught Building                                                                 |
| Дифенбанкер / Центральна запасна штаб-квартира уряду  | 1959 (завершена)                                                                                              | 1994     | Оттава 45°21′06″ пн. ш. 76°02′50″ зх. д. / 45.35167° пн. ш. 76.04722° зх. д.            | Підземний 4-поверховий бункер, здатний витримати близький вибух атомної бомби, збудований для укриття ключового канадського політичного і військового керівництва у випадку ядерної війни, тепер музей | View of the Diefenbunker gate and entrance in Carp, Ottawa, Ontario, Canada                                |
| Ернскліф                                              | 1857 (завершений)                                                                                             | 1960     | Оттава 45°26′15″ пн. ш. 75°41′56″ зх. д. / 45.437378° пн. ш. 75.698912° зх. д.          | Будинок, що виходить на річку Оттава, колишнє житло першого премєр-міністра Канади, сера Джона Макдональда, тепер офіційна резиденція Верховного Комісара Британії в Канаді | View of Earnscliffe                                                                                        |
| Будинок колишнього архіву                             | 1906 (завершений)                                                                                             | 1990     | Оттава 45°25′50″ пн. ш. 75°41′55.89″ зх. д. / 45.43056° пн. ш. 75.6988583° зх. д.       | Будинок Державного архіву Канади в 1906 — 1967 рр., колишнє приміщення Канадського музею війни в 1967 — 2005 рр., споруда була планована в рамках зусиль сера Вілфреда Лор'є трансформувати Оттаву з дерев'яного містечка на справжню столицю з відповідними культурними і громадськими структурами та архітектурою                                                                                   | Exterior view of the Former Archives Building in 2010                                                      |
| Будинок колишньої геологорозвідувальної служби Канади | 1863 (завершення найстарішої частини будинку)                                                                 | 1955     | Оттава 45°25′35.45″ пн. ш. 75°41′38.16″ зх. д. / 45.4265139° пн. ш. 75.6939333° зх. д.  | Один зі старіших серед урядових будов у столиці, будинок був першим домом Геологорозвідувальної служби Канади; також використовувався для представлення інавгураційної виставки Канадської академії мистецтв у 1880 (зародження колекцій Національної галереї Канади), а також для представлення колекцій геологічного музею (які послужили зародком Канадського музею природи)                       | Exterior view of the Former Geological Survey of Canada Building                                           |
| Колишній педагогічний коледж Оттави                   | 1875 (завершений)                                                                                             | 1974     | Оттава 45°25′11.97″ пн. ш. 75°41′27.35″ зх. д. / 45.4199917° пн. ш. 75.6909306° зх. д.  | Національно важливий приклад стилю готичного відродження серед еклектичного напрямку; будинок служив приміщенням нормальної школи до 1974 року, а тепер служить крилом Міської ради Оттави | Exterior view of the Elgin Street frontage of the Former Ottawa Teachers' College                          |
| Будинок Гарта Мессі                                   | 1959 (completed)                                                                                              | 2018     | Оттава 45°27′05″ пн. ш. 75°40′18″ зх. д. / 45.451356° пн. ш. 75.671683° зх. д.          | Збудований у 1959 році, будинок Гарта Мессі є яскравим прикладом модернізму середини 20-го ст. в житловій архітектурі і приклад міжнародного стилю, вписаного в наколишнє середовище | |
| Резиденція Джона Р. Бута                              | 1909 (завершена)                                                                                              | 1990     | Оттава 45°25′00″ пн. ш. 75°41′33″ зх. д. / 45.416762° пн. ш. 75.692480° зх. д.          | Будинок, зведений для деревообробного барона Джона Р. Бута, споруда є національно важливим прикладом стилю королеви Анни в канадській архітектурі | Exterior view of the front facade of Booth House                                                           |
| Ланжевін-Блок                                         | 1889 (завершений)                                                                                             | 1977     | Оттава 45°25′25.23″ пн. ш. 75°41′49.42″ зх. д. / 45.4236750° пн. ш. 75.6970611° зх. д.  | Один із найгарніших прикладів стилю Другої Імперії в Канаді, офісний будинок, збудований для урядових структур поза урядовим кварталом, тепер служить офісом Перемє'р-міністра та Представництва таємної ради | Exterior view of the Wellington Street facade of the Langevin Block, as viewed from Parliament Hill        |
| Будинок Лор'є                                         | 1878 (завершений)                                                                                             | 1956     | Оттава 45°25′40″ пн. ш. 75°40′41″ зх. д. / 45.4277° пн. ш. 75.6781° зх. д.              | Оскільки Канада не надає офіційного житла обраним урядовцям від 1950 року, цей будинок служив домом Вілфреда Лор'є, а потім Лайона Маккензі Кінґа в час їхнього головування в Ліберальній партії Канади; обидва були Прем'єр-міністрами та лідерами опозиції під час їхнього проживання в домі | Exterior view of Laurier House                                                                             |
| Кленова Галявина й сади                               | 1834 (завершені)                                                                                              | 1989     | Оттава 45°23′17.63″ пн. ш. 75°45′43.02″ зх. д. / 45.3882306° пн. ш. 75.7619500° зх. д.  | Рідкісний зразок державного будинку початку 19-го ст. в Канаді та чудовий приклад британського класичного стилю; сад є одним з кращих збережених приватних садів 19-го ст. в Канаді | View of the gardens of Maplelawn, with the house visible in the distance                                   |
| Національний мистецький центр                         | 1969 (завершений)                                                                                             | 2006     | Оттава 45°25′23″ пн. ш. 75°41′38″ зх. д. / 45.4230° пн. ш. 75.6938° зх. д.              | Збудований на відзначення Столітнього ювілею Канади в формі шестикутника, центр успадкував культурні і архітектурні досягнення Канади у 2-й половині 20-го ст., також є компонентом Площі Конфедерації - національного історичного місця Канади | Exterior view of the National Arts Centre from Elgin Street                                                |
| Римо-католицька базиліка Нотр-Дам                     | 1842-1897 (спорудження)                                                                                       | 1990     | Оттава 45°25′47″ пн. ш. 75°41′47″ зх. д. / 45.42971° пн. ш. 75.69646° зх. д.            | Базиліка, розміщена в ключовій точці на Сасекс-драйв, чиї парні вежі служать входом до Нижнього міста, одного з перших в Оттаві житлових районів; вважається винятковим зразком неоготичного відродження в Канаді | Exterior view of Notre-Dame Cathedral Basilica from Sussex Drive                                           |
| Будівлі парламенту                                    | 1865 (завершене західне крило), 1866 (східне крило), 1876 (парламентська бібліотека), 1920 (центральний блок) | 1976     | Оттава 45°25′29″ пн. ш. 75°41′57″ зх. д. / 45.4248° пн. ш. 75.6992° зх. д.              | Будинок парламенту Канади у видатному місці понад річкою Оттава; важливий символ і фізичне втілення канадської державності і ферерального устрою Канади | Exterior view of the Peace Tower clock                                                                     |
| Громадський простір будівлі парламенту                | 1875 (попереднє завершення)                                                                                   | 1976     | Оттава 45°25′29″ пн. ш. 75°41′57″ зх. д. / 45.424807° пн. ш. 75.699234° зх. д.          | Точка приягання всіх національних святкувань в Оттаві; площа, просторове планування якої оригінально виконане Калвертом Воксом, з тих пір доповнене 18-ма пам'ятниками й меморіалами | Exterior view of grounds in front of the Centre Block, with the East Block and Langevin Block in the image |
| Канал Рідо                                            | 1837 (завершений)                                                                                             | 1925     | Оттава — Кінґстон 45°25′33″ пн. ш. 75°41′50″ зх. д. / 45.42583° пн. ш. 75.69722° зх. д. | Споруджений на замовлення британського уряду підполковником Джоном Баєм як оборонна споруда на випадок війни зі Сполученими Штатами, все ще функціональний канал є найкраще збереженим каналом 19-го ст. з повільною течією в Північній Америці, зі здебільшого ооигінальними конструктивними елементами; об'єкт Світової спадщини та унікальний історичний об'єкт                                    | View of the Rideau Canal in downtown Ottawa                                                                |
| Рідо-Голл і благоустрій площі                         | 1838 (completion of original villa)                                                                           | 1977     | Оттава 45°26′39.73″ пн. ш. 75°41′9.5″ зх. д. / 45.4443694° пн. ш. 75.685972° зх. д.     | Офіційна оттавська резиденція генерал-губернатора Канади, представництво королеви Канади; чудовий приклад перенесення натурального стилю англійського сільського маєтку на канадський ґрунт | Rideau Hall front facade                                                                                   |
| Канадський королівський монетний двір                 | 1908 (завершення головної споруди)                                                                            | 1979     | Оттава 45°25′52.14″ пн. ш. 75°41′57.36″ зх. д. / 45.4311500° пн. ш. 75.6992667° зх. д.  | Будинок представляє підхід федерального уряду в намаганні присвоїти тюдорівську ґотику в якості архітектурного стилю, покликаного створити унікальну ідентичність канадської столиці; спорудження цього будинку, що поєднував монетний двір і рафінерію золота, добутого в канадських шахтах, символізувало перехід контролю над монетарною системою Канади від Британії до місцевого уряду           | View of the Royal Canadian Mint from Sussex Drive                                                          |
| Меморіальний музей Вікторії                           | 1911 (завершений)                                                                                             | 1990     | Оттава 45°24′46″ пн. ш. 75°41′20″ зх. д. / 45.41266° пн. ш. 75.68875° зх. д.            | Збудований для потреб Канадського музею корінних народів, будинок спершу служив як Національна галерея Канади та колекція геологічних і природних експонатів Геологічної служби Канади, а потім був тимчасовим приміщенням Парламенту Канади від 1916 до 1922 рр., коли оригінальний Центральний Блок постраждав від пожежі; тепер приміщення Канадського музею природи                               | View of the front facade of the Canadian Museum of Nature                                                  |